# François Maistre
Pour les articles homonymes, voir Maistre.
 (décembre 2024).
Si vous disposez d'ouvrages ou d'articles de référence ou si vous connaissez des sites web de qualité traitant du thème abordé ici, merci de compléter l'article en donnant les références utiles à sa vérifiabilité et en les liant à la section « Notes et références ».
François Maistre, né le 14 mai 1925 à Demigny (Saône-et-Loire) et mort le 16 mai 2016 à Sevran, est un acteur et metteur en scène français.

## Biographie
Fils du comédien et directeur de théâtre Aman-Julien Maistre connu sous le pseudonyme de A.-M. Julien, François Maistre a souvent été abonné aux rôles de policier et de notable. Dans ce double registre, ce comédien talentueux est principalement connu du grand public pour ses rôles à la télévision. Le plus marquant est sans doute sa prestation sous les apparences du tonitruant commissaire Faivre, dans les quatre premières saisons de la série des Brigades du Tigre.
On le retrouve aussi dans les Enquêtes du Commissaire Maigret incarné par Jean Richard, Les Cinq Dernières Minutes, Le Mystère de la chambre jaune, La Dame de Monsoreau, Nostradamus, Au plaisir de Dieu, dans 16 épisodes de La caméra explore le temps, Joseph Balsamo, Gaston Phébus, Arsène Lupin, Châteauvallon, plusieurs captations de pièces de boulevard pour Au Théâtre ce Soir, etc. Il a également incarné Pierre Laval dans le téléfilm historique L'Armistice de juin 40 (1983).
Au cinéma, où il commence à tourner en 1958, sa carrière est celle d'un second rôle qui fréquente aussi bien les films d'auteur que les fictions populaires.
Dans la première catégorie, cet acteur récurrent des films de Claude Chabrol a également mis son talent au service de Jacques Rivette, Philippe de Broca, Luis Buñuel (à plusieurs reprises), Henri Verneuil et Costa-Gavras.
Au titre de la seconde, il a tourné, dans un registre plus alimentaire, pour André Hunebelle, Bernard Borderie (dans la série des Angélique), Jacques Poitrenaud et Maurice Labro.
François Maistre a eu un fils en 1951, Jean François, artiste de variétés, jongleur, musicien, comédien, marionnettiste.
Après son divorce avec Anne-Marie Coffinet, il a épousé Aurore Pajot et eut une fille, Cécile Maistre, née en 1967, réalisatrice de courts-métrages, actrice, assistante réalisatrice et scénariste, principalement sur les films de Claude Chabrol, dont elle est la belle-fille.

## Filmographie

### Cinéma
- 1960 : Le Septième Jour de Saint-Malo de Paul Mesnier
- 1960 : Les Jeux de l'amour de Philippe de Broca : l'homme élégant
- 1961 : Le Farceur de Philippe de Broca : André Laroche
- 1961 : Paris nous appartient de Jacques Rivette : Pierre Goupil
- 1961 : Napoléon II, l'aiglon de Claude Boissol : Metternich
- 1962 : À fleur de peau de Claude Bernard-Aubert : le commissaire
- 1963 : Merci Natercia de Pierre Kast : Lawyer
- 1963 : Blague dans le coin de Maurice Labro : Sammy Bradford
- 1964 : Angélique, marquise des anges de Bernard Borderie : le prince de Condé
- 1965 : Merveilleuse Angélique de Bernard Borderie : le prince de Condé
- 1965 : La Vieille Dame indigne de René Allio : Gaston
- 1965 : Furia à Bahia pour OSS 117 de André Hunebelle : Carlos
- 1967 : Belle de jour de Luis Buñuel : l'enseignant
- 1967 : Casse-tête chinois pour le judoka de Maurice Labro : Dragon
- 1968 : La Louve solitaire d'Édouard Logereau : Davenport
- 1969 : La Voie lactée de Luis Buñuel : le curé fou
- 1970 : Le Distrait de Pierre Richard : monsieur Gastier
- 1972 : Le Charme discret de la bourgeoisie de Luis Buñuel : Delecluze
- 1973 : Le Serpent d'Henri Verneuil : inspecteur Joss
- 1973 : La Punition de Pierre-Alain Jolivet : le promoteur
- 1974 : Le Fantôme de la liberté de Luis Buñuel : le professeur des gendarmes
- 1975 : Les Innocents aux mains sales de Claude Chabrol : commissaire Lamy
- 1975 : Chronique des années de braise  de Mohammed Lakhdar-Hamina : le contremaître de la carrière
- 1975 : Section spéciale de Costa-Gavras : marquis Fernand de Brinon
- 1975 : La Bulle de Raphael Rebibo : le chef
- 1976 : Le Trouble-fesses de Raoul Foulon : Don Pasquale
- 1976 : Jaroslaw Dabrowski : Louis Adolphe Thiers
- 1978 : Violette Nozière de Claude Chabrol : monsieur Mayeul
- 1979 : Arrête de ramer, t'attaques la falaise ! de Michel Caputo : Don Diègue
- 1980 : Engrenage de Ghislain Vidal : Corbert
- 1980 : Mamito de Christian Lara : monsieur Laurence
- 1980 : Vivre libre ou mourir de Christian Lara : le procureur de la République
- 1981 : Fais gaffe à la gaffe ! de Paul Boujenah : Dumoulin
- 1982 : Une glace avec deux boules de Christian Lara : François Dalbion
- 1988 : Une affaire de femmes de Claude Chabrol : président Lamarre-Coudray
- 1989 : Rouget le braconnier de Gilles Cousin : le père Rouget
- 1991 : Madame Bovary de Claude Chabrol : Lieuvain
- 2003 : La Fleur du mal de Claude Chabrol : Jules Labière

### Télévision
- 1958-1965 : La caméra explore le temps (Série TV) - 16 téléfilms : 
  - 1965 : L'affaire Ledru de Stellio Lorenzi - Le garde des Sceaux
  - 1964 : La Terreur et la Vertu - Deuxième partie : Robespierre de Stellio Lorenzi - Hébert
  - 1964 : La Terreur et la Vertu - Première partie : Danton de Stellio Lorenzi - Hébert
  - 1963 : Le procès de Charles 1er de Guy Lessertisseur - Le président Bradschaw
  - 1963 : La vérité sur l'affaire du courrier de Lyon de Stellio Lorenzi - Le juge Daubanton
  - 1963 : La conspiration du général Malet de Jean-Pierre Marchand - Général Malet
  - 1963 : L'affaire Calas de Stellio Lorenzi - Monyer
  - 1962 : Le meurtre de Henry Darnley ou La double passion de Marie Stuart de Guy Lessertisseur - Lord Morray
  - 1961 : Le meurtre de Pierre III
  - 1961 : Le drame de Sainte-Hélène de Guy Lessertisseur - Général comte de Montholon
  - 1961 : L'énigme de Saint-Leu de Stellio Lorenzi - L'abbé Tellier
  - 1960 :  L'assassinat du duc de Guise de Guy Lessertisseur - Henri III
  - 1960 :  Le drame des poisons de Stellio Lorenzi - La Reynie
  - 1959 :  Le véritable Aiglon de Stellio Lorenzi - Delarue
  - 1959 : L'énigme de Pise de Stellio Lorenzi - Le père Chanecki
  - 1958 : La mort de Marie-Antoinette de Stellio Lorenzi - Fouquier-Tinville
- 1961 : Le Rouge et le Noir de Pierre Cardinal (Téléfilm) : Le Marquis de La Mole
- 1961 : Les Cinq Dernières Minutes, épisode Sur la piste... de Claude Loursais : Hubert de Sireuil
- 1961 : Les Mystères de Paris (Téléfilm) : Ferrand
- 1961 et 1968 : Le Théâtre de la jeunesse (Série TV) :  
  - 1961 : Doubrowsky  de Alain Boudet - Le médecin
  - 1968 : Ambroise Paré de Eric Le Hung et Jacques Trébouta - Maître Xantres
- 1962 : Le Cid (Téléfilm) : Le roi
- 1962 : Le Navire étoile de Alain Boudet (Téléfilm) : Gregson
- 1963 : Horace (Téléfilm) : Tulle
- 1964 : Les Joyeuses Commères de Windsor de Roger Iglésis (Téléfilm) : M. Page
- 1964  : Avatar de Lazare Iglesis (Téléfilm
- 1965 : Les Jeunes Années, épisodes 16, 18, 19 de Joseph Drimal : Mr Reuillard, le directeur du Théâtre des Masques
- 1965 : Le Mystère de la chambre jaune de Jean Kerchbron (Téléfilm) : Larsan
- 1966 : Les Compagnons de Jehu (mini-série) : Le président
- 1966 : La Chasse au météore de Roger Iglesis (Téléfilm) : Sidney Hudelson
- 1966 : En votre âme et conscience, épisode : La Mort de Sidonie Mertens de  Marcel Cravenne
  - 1967 et 1970 : Allô police (Série TV) - 2 épisodes :
  - ép #1.7 : Règlement de comptes  et ép. #3.2 : L'affaire est dans le sac
- 1968 : Le Tribunal de l'impossible (Série TV) - épisode : Nostradamus ou Le prophète en son pays de Pierre Badel : Bernardi
- 1968 : Les Dossiers de l'agence O - épisode : La petite fleuriste de Deauville de Jean Salvy (Série TV) : Comte Vatsi
- 1969 : En votre âme et conscience (Série TV)  - épisode : L'affaire Fieschi  : Fieschi
- 1969 : Une soirée au bungalow (Téléfilm) : Me Lainé
- 1969 : Le Survivant, de Louis Grospierre (Téléfilm) : Oriole
- 1969 : La Cravache d'or (Série) - 15 épisodes : Vamos
- 1969 : Sainte Jeanne de Claude Loursais (téléfilm) : Barbe Bleue
- 1971 : La Dame de Monsoreau de Yannick Andréi (série TV) : le comte de Monsoreau
- 1972 : Le Bunker de Roger Iglésis (Téléfilm) : Georg Misch/Walter Wanger
- 1973 : Témoignages (série télévisée) (série TV) - épisode : Un grand peintre de Raymond Barrat : Bernfeld
- 1973 : Les Messieurs de Saint-Roy de Pierre Goutas (téléfilm) : père Dampierre
- 1973 : la Duchesse d'Avila de Philippe Ducrest (série TV) : l'ermite
- 1973 : On l'appelait Tamerlan (Téléfilm) : le commissaire
- 1973 : Héloïse et Abélard (Téléfilm) : Fulbert
- 1973 : Lucien Leuwen de Claude Autant-Lara (Série TV) : Abbé Disjonval
- 1973-1974 : Joseph Balsamo d'André Hunebelle (Série TV) - 7 épisodes : M. de Sartines
- 1974 : Arsène Lupin (Série TV) - épisode : Les huit coups de l'horloge : Baron d'Aigleroche
- 1974 : Le comte Yoster a bien l'honneur (série TV) : baron Wagenheim
- 1974 : Azev : le tsar de la nuit (téléfilm) : Von Plehue
- 1974 - 1978 : Les Brigades du Tigre de Victor Vicas (série TV) - 24 épisodes : le commissaire Claude Faivre
- 1975 : Frontières (série TV) : M. Dornier
- 1975 : Les Peupliers de la Prétentaine (série télévisée) de Jean Herman : Dr. Lederup
- 1975 : Crise (Série TV) : Weissburg
- 1976 : Cinéma 16 - téléfilm : Le Temps d'un regard de Boramy Tioulong  (Série TV) : Le notaire
- 1976 : L'Homme d'Amsterdam (série TV) : Max
- 1976 : Ces beaux messieurs de Bois-Doré de Bernard Borderie (série TV) : le recteur Poulain
- 1977 : Au plaisir de dieu (série TV) : Albert Rémy-Michault
- 1977 / 1978 :  Les Samedis de l'histoire (série) 2 téléfilms :
  - 1977 : Foch pour vaincre de Jean-François Delassus : Foch
  - 1978 : Lazare Carnot ou le glaive de la révolution de Jean-François Delassus : Courtois
- 1978 : Émile Zola ou la Conscience humaine de Stellio Lorenzi (série TV) : Anatole France
- 1978 : Messieurs les jurés : L'Affaire Lizant Mariller d'André Michel
- 1978 : Gaston Phébus de Bernard Borderie (série TV) : le roi Philippe VI de Valois
- 1979 : Histoires de voyous: L'élégant (série TV) : Bousnard
- 1979 : Commissaire Moulin - épisode : Fausse note de Jean Kerchbron (série TV) : José Vierne
- 1979 : Il était un musicien (série TV) : M. Vautour
- 1979 : Le Pape des escargots (série TV) : Maxime
- 1980 : Mont-Oriol de Serge Moati : docteur Latonne
- 1980 : Opération Trafics (série TV) : Van Lupe
- 1980 : Caméra une première - épisode 6 : La Gardienne (série TV) : le père de Marc
- 1980 : Arsène Lupin joue et perd d'Alexandre Astruc (feuilleton TV) : M. Valengay
- 1981 : Staline est mort d'Yves Ciampi (téléfilm) : Mikoyan
- 1982 : Sherlock Holmes de Jean Hennin (téléfilm) : Moriarty
- 1983 : Les Beaux Quartiers (téléfilm)
- 1983 : L'Armistice de Juin 40 (Téléfilm) : Laval
- 1985 : Châteauvallon de Serge Friedman, Paul Planchon et Emmanuel Fonlladosa  (Série TV) : le ministre de l'Intérieur
- 1987 : Les Enquêtes du commissaire Maigret, épisode : Un échec de Maigret de Gilles Katz (série) : le directeur de la PJ
- 1989 : Le Masque - épisode #1.9 : Le Condamné meurt à cinq heures de Marc Lobet

Au théâtre ce soir
- 1984 : Georges Courteline au travail de Sacha Guitry et Boubouroche de Georges Courteline, mise en scène Robert Manuel, réalisation Pierre Sabbagh, théâtre Marigny -  Courteline / André
- 1984 : Dom Juan de Molière, mise en scène Robert Manuel, réalisation Pierre Sabbagh, théâtre Marigny - La voix du Commandeur
- 1984 : Le soleil n'est plus aussi chaud qu'avant d'Aldo Nicolaj, mise en scène Robert Manuel, réalisation Pierre Sabbagh, Théâtre Marigny  -  Luigi Lapaglia
- 1981 :  Alain, sa mère et sa maîtresse de Paul Armont et Marcel Gerbidon, mise en scène Jean Kerchbron, réalisation Pierre Sabbagh, Théâtre Marigny - Ludovic

## Théâtre

### Comédien
- 1957 : L'Équipage au complet de Robert Mallet, mise en scène Henri Soubeyran, Comédie de Paris
- 1957 : Satire en trois temps,quatre mouvements de Robert Mallet, mise en scène Jean Négroni, Comédie de Paris
- 1958 : Inquisition de Diego Fabbri, mise en scène José Quaglio, Théâtre de l'Œuvre
- 1958 : Scènes de comédie d'Alain, mise en scène François Maistre, Théâtre de Lutèce
- 1958 : Ils ont joué avec des allumettes de Marcelle Routier, mise en scène José Quaglio, Théâtre de l'Alliance française
- 1959 : Le Cas Dobedatt de George Bernard Shaw, mise en scène Jean Mercure, Théâtre des Bouffes-Parisiens
- 1959 : Soleil de minuit de Claude Spaak, mise en scène Daniel Leveugle, Théâtre du Vieux-Colombier
- 1960 : Douce Annabelle d'Audrey Roos et William Roos, adaptation Jean Marsan, mise en scène François Maistre, Enghien-les-Bains
- 1961 : Douce Anabelle d'Audrey Roos et William Roos, mise en scène François Maistre, Théâtre de l'Ambigu
- 1961 : Miracle en Alabama de William Gibson, adaptation Marguerite Duras, Gérard Jarlot, mise en scène François Maistre, Théâtre Hébertot
- 1962 : La Brigitta de Jacques Audiberti, mise en scène François Maistre, Théâtre de l'Athénée
- 1962 : Miracle en Alabama de William Gibson, adaptation Marguerite Duras, Gérard Jarlot, mise en scène François Maistre, Théâtre de l'Athénée
- 1962 : Lulu de Frank Wedekind, mise en scène François Maistre, Théâtre de l'Athénée
- 1963 : Charles XII d'August Strindberg, mise en scène Gabriel Garran, Festival d'Art dramatique d'Aubervilliers
- 1963 : La Dame aux camélias d'Alexandre Dumas fils, mise en scène Jean Leuvrais, Théâtre Sarah-Bernhardt
- 1964 : Têtes de rechange de Jean-Victor Pellerin, mise en scène Jean Le Poulain, Théâtre des Bouffes-Parisiens
- 1964-1965 : Lucrèce Borgia de Victor Hugo, mise en scène Bernard Jenny, Théâtre du Vieux-Colombier, Festival du Marais, Grand Théâtre romain Lyon, Festival de Montauban et Théâtre des Galeries Bruxelles
- 1965 : Liola de Luigi Pirandello, mise en scène Bernard Jenny, Théâtre du Vieux-Colombier
- 1966 : Dieu, empereur et paysan de Julius Hay, mise en scène Georges Wilson, TNP Festival d'Avignon
- 1967 : Dieu, empereur et paysan de Julius Hay, mise en scène Georges Wilson, TNP Théâtre de Chaillot
- 1967 : Le Roi Lear de William Shakespeare, mise en scène Georges Wilson, TNP Théâtre de Chaillot
- 1967 : Opéra pour un tyran d'Henri-François Rey, mise en scène André Barsacq, Théâtre de l'Atelier
- 1968 : Jeu d'enfant de Carol Bernstein, mise en scène Laurent Terzieff, Théâtre de l'Odéon
- 1968 : Spectacle de Carol Bernstein, mise en scène Laurent Terzieff, Théâtre de l'Odéon
- 1968 : Le Diable et le Bon Dieu de Jean-Paul Sartre, mise en scène Georges Wilson, TNP Théâtre de Chaillot
- 1969 : Le Concile d'amour d'Oscar Panizza, mise en scène Jorge Lavelli, Théâtre de Paris
- 1970 : Opérette de Witold Gombrowicz, mise en scène Jacques Rosner, TNP Théâtre de Chaillot
- 1970 : Early morning d'Edward Bond, mise en scène Georges Wilson, Festival d'Avignon, TNP Théâtre de Chaillot
- 1970 : Le Diable et le Bon Dieu de Jean-Paul Sartre, mise en scène Georges Wilson, TNP Festival d'Avignon
- 1971 : La Folle de Chaillot de Jean Giraudoux, mise en scène Michel Fagadau, festival de Bellac
- 1971 : Madame Jonas dans la baleine de René Barjavel, mise en scène Jacques Charon, théâtre des Bouffes-Parisiens
- 1972 : Play Strindberg de Friedrich Dürrenmatt, mise en scène Yves Gasc, théâtre des Mathurins
- 1974 : Les Possédés de Albert Camus d'après Fiodor Dostoïevski, mise en scène Jean-Pierre Laruy, Limoges
- 1975 : Les Secrets de la Comédie humaine de Félicien Marceau, mise en scène Paul-Émile Deiber, théâtre du Palais-Royal
- 1975 : Lucrèce Borgia de Victor Hugo, mise en scène Fabio Pacchioni, Festival d'Avignon
- 1979 : Kings ou Adieu à Shakespeare d'après William Shakespeare, mise en scène Denis Llorca, Maison des arts et de la culture de Créteil
- 1979 : Danton et Robespierre d'Alain Decaux, Stellio Lorenzi et Georges Soria, mise en scène Robert Hossein, palais des congrès de Paris
- 1980 : Elephant Man de Bernard Pomerance, mise en scène Katherine Adamov, théâtre de la Potinière
- 1980 : Talleyrand à la barre de l'histoire d'André Castelot, mise en scène Paul-Émile Deiber, théâtre du Palais-Royal
- 1982 : Sherlock Holmes de William Gillette, mise en scène Michel Fagadau, théâtre de Boulogne-Billancourt
- 1985 : La guerre de Troie n'aura pas lieu de Jean Giraudoux, mise en scène Odile Mallet et Geneviève Brunet, festival de Bellac
- 1986 : L'Idiot d'après Fiodor Dostoïevski, mise en scène Jacques Mauclair, théâtre Mouffetard
- 1987 : L'Idiot d'après Fiodor Dostoïevski, mise en scène Jacques Mauclair, théâtre des Mathurins

### Metteur en scène
- 1958 : Scènes de comédie d'Alain, théâtre de Lutèce
- 1960 : À vous Wellington d'après Willis Hall, théâtre du Vieux-Colombier
- 1960 : Anna Kleiber d'Alfonso Sastre, théâtre Hébertot
- 1961 : La Peau de singe de Christine Arnothy, théâtre La Bruyère
- 1961 : Douce Anabelle d'Audrey Roos et William Roos, théâtre de l'Ambigu
- 1961 : Miracle en Alabama de William Gibson, adaptation Marguerite Duras, Gérard Jarlot, théâtre Hébertot
- 1962 : La Brigitta de Jacques Audiberti, théâtre de l'Athénée
- 1962 : Lulu de Frank Wedekind, théâtre de l'Athénée
- 1965 : Le Goûter des généraux de Boris Vian, théâtre de la Gaîté-Montparnasse
- 1965 : Antoine et Cléopâtre de William Shakespeare, théâtre Sarah-Bernhardt